# Amber Rose Revah
Amber Rose Revah (Londra, 24 giugno 1986) è un'attrice britannica.
È nota per aver interpretato il ruolo di Hala Hussein, figlia di Saddam, nella serie Casa Saddam e di Maria Maddalena nella miniserie La Bibbia e in Son of God. Ha successivamente recitato in From Paris With Love (2010) e Aazaan (2011). Ha inoltre interpretato il ruolo di Dinah Madani nella serie originale Netflix The Punisher.

## Biografia
Ha origini ebraico-polacche da parte della madre e indo-keniote da parte del padre. I suoi nonni materni furono costretti a lasciare Cracovia prima della guerra e ad andare a vivere nel Regno Unito. Ha una sorella che lavora al Great Ormond Street Hospital a Londra e un fratello istruttore di sci che vive in Svizzera.
Iniziò a recitare all'età di diciassette anni mentre studiava all'Università Brunel. Si unì ad un gruppo giovanile e riuscì a procurarsi un agente. Nel 2011 Revah recitò in Everywhere and Nowhere, dove conobbe il suo futuro compagno Neet Mohan. Nel 2013 recita nella miniserie della BBC What Remains assieme a David Threlfall e Russell Tovey.

## Filmografia

### Attrice

#### Cinema
- The World Unseen, regia di Shamim Sarif (2007)
- I Can't Think Straight, regia di Shamim Sarif (2008)
- Agora, regia di Alejandro Amenábar (2009)
- From Paris with Love, regia di Pierre Morel (2010)
- The Devil's Double, regia di Lee Tamahori (2011)
- Everywhere and Nowhere, regia di Menhaj Huda (2011)
- Aazaan, regia di Prashant Chadha (2011)
- Son of God, regia di Cristopher Spencer (2014)
- London Life, regia di Naveen Medaram (2016)

#### Televisione
- Casa Saddam (House of Saddam) - miniserie TV, 2 episodi (2008)
- I Borgia (Borgia) - serie TV, 3 episodi (2011)
- The Mystery of Edwin Drood - miniserie TV,  2 episodi (2012)
- La Bibbia (The Bible) - miniserie TV, 4 episodi (2013)
- What Remains - miniserie TV, 4 episodi (2013)
- Foyle's War - serie TV, 1 episodio (2015)
- Testimoni silenziosi (Silent Witness) - serie TV, 2 episodi (2015)
- Indian Summers - miniserie TV, 14 episodi (2015-2016)
- L'ispettore Barnaby (Midsomer Murders) - serie TV, 1 episodio (2016)
- Emerald City - serie TV, 4 episodi (2017)
- The Punisher - serie TV, 26 episodi (2017-2019)
- Inverso - The Peripheral (The Peripheral) – serie TV, episodi 1x03-1x05 (2022)
- Last Light: il crollo (Last Light) - miniserie televisiva, 5 episodi (2023)

#### Cortometraggi
- Henna Night, regia di Sally El Hosaini (2009)
- Taylors Trophy, regia di Jason McDonald (2009)
- Love After Sunrise, regia di Hadi Ghandour (2011)

## Doppiatrici italiane
Nelle versioni in italiano delle opere in cui ha recitato, Amber Rose Revah è stata doppiata da:
- Letizia Scifoni in La Bibbia, Son of God, The Punisher
- Agnese Marteddu in Casa Saddam
- Giuppy Izzo in Inverso - The Peripheral
- Stefania De Peppe in Last Light: il crollo
- Giulia Franceschetti in The Sandman